# Navy-Marine Corps Memorial Stadium
Le Navy-Marine Corps Memorial Stadium est un stade de football américain situé à Annapolis dans le Maryland.